# Solleveld & Kapittelduinen
Solleveld & Kapittelduinen este o arie protejată (arie specială de conservare — SAC, sit de importanță comunitară — SCI) din Țările de Jos întinsă pe o suprafață de 827 ha, integral pe uscat.

## Localizare
Centrul sitului Solleveld & Kapittelduinen este situat la coordonatele 51°34′37″N 3°58′20″E / 51.5769°N 3.9722°E.

## Înființare
Situl Solleveld & Kapittelduinen a fost declarat sit de importanță comunitară în decembrie 1996 pentru a proteja 1 specie de plante și 1 specie de animale. Situl a fost protejat și ca arie specială de conservare în octombrie 2011.

## Biodiversitate
Situată în ecoregiunea atlantică, aria protejată conține 7 habitate naturale: Dune mobile cu vegetație embrionară, Dune mobile de-a lungul țărmului cu Ammophila arenaria („dune albe”), Dune de coastă fixe cu vegetație erbacee („dune gri”), Dune fixe decalcificate atlantice (Calluno-Ulicetea), Dune cu Hyppophaë rhamnoides, Dune împădurite din regiunile atlantică, continentală și boreală, Depresiuni intradunale umede.
La baza desemnării sitului se află mai multe specii protejate:
- plante (1): moșișoare (Liparis loeselii)
- nevertebrate (1): Vertigo angustior